# Megachile lobitarsis
Megachile lobitarsis är en biart som beskrevs av Smith 1879. Megachile lobitarsis ingår i släktet tapetserarbin, och familjen buksamlarbin. Inga underarter finns listade i Catalogue of Life.